# Istituto tedesco di entomologia

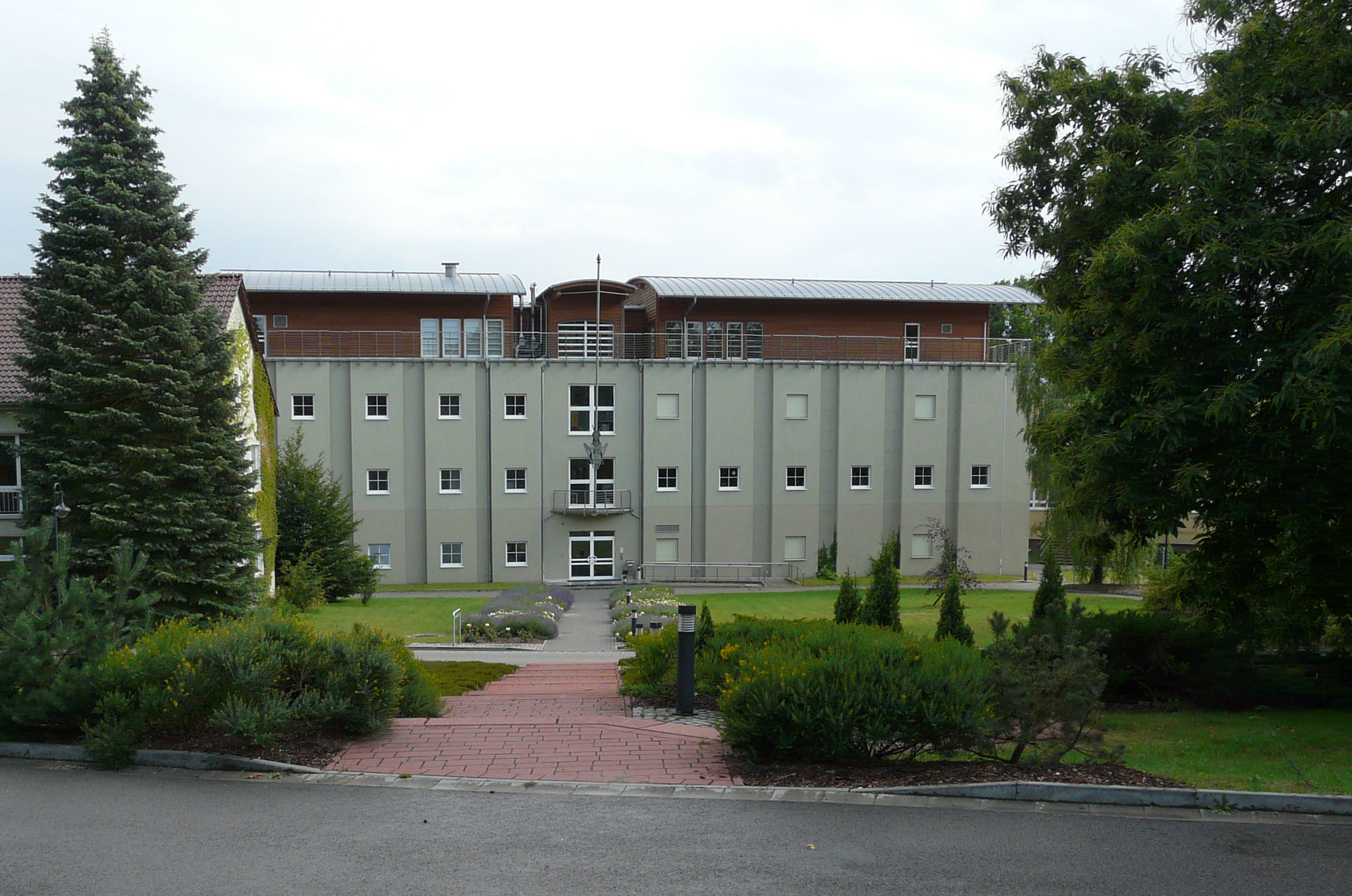
Istituto tedesco di Entomologia di Senckenberg a Müncheberg, una piccola città in Märkisch-Oderland

L'Istituto tedesco di entomologia (tedesco: Deutsches Entomologisches Institut, o DEI) è un istituto di ricerca entomologico tedesco dedicato allo studio degli insetti. Fondato nel 1886, l'istituto ha una straordinaria raccolta di insetti e una biblioteca entomologica di livello mondiale. Dal 2009 lo SDEI fa parte della Senckenberg Gesellschaft für Naturforschung.

## Collezioni
Il dipartimento di Filogenetica Sistematica e Tassonomia degli Insetti conserva circa 3 milioni di insetti, tra cui le collezioni di:
- Rudolf von Bennigsen (1824-1902)
- Karl Bleyl (1908-1995)
- Carl Julius Bernhard Börner (1880-1953)
- Peter Friedrich Bouché (1784-1856)
- Gustav Breddin (1864-1909)
- Adolf Willy Lothar Dieckmann (1920-1990)
- Karl Friedrich Ermisch (1898-1970)
- Karl Flach (1856-1920)
- Gerrit Friese (1931-1990)
- Johann Georg Haag-Rutenberg (1830-1880)
- Lucas Friedrich Julius Dominikus von Heyden (1838-1915)
- Walther Hermann Richard Horn (1871-1939)
- Carl Friedrich Ketel (1861-1906)
- Hermann Kläger (1847-1923)
- Hermann Albert Friedrich Köller (1885-1968)
- Wilhelm Koltze (1839-1914)
- Ernst Gustav Kraatz (1831-1909)
- Friedrich Wilhelm Konow (1842-1908)
- Karl Friedrich Lange (1844-1913)
- Otto Leonhard (1853-1929)
- Karl Wilhelm Letzner (1812-1889)
- Bernhardt Lichtwardt (1857-1943)
- Walter Liebmann (1885-1974)
- Gustav Adolf Lohse (1910-1994)
- Axel Leonard Melander (1878-1962)
- Julius Melzer (1878-1934)
- Wilhelm Mink (1807-1883)
- Karl-Heinz Mohr (1925-1989)
- Julius Neresheimer (1880-1943)
- Heinrich von Oettingen (1878-1956)
- Lorenz Oldenberg (1863-1931)
- Carl Robert Osten-Sacken (1828-1906)
- Gustav Paganetti-Hummler (1871-1949)
- Paul Pape (1859-1933)
- Helmuth Patzak (1927-1988)
- Ernst Pietsch (1872-1930)
- Karl Ritter (1909-1998)
- William Henry Rolph (1847-1883)
- Arthur Leopold Albert Maria Rottenberg (1843-1875)
- Max Saalmüller (1832-1890)
- Johann Christian Rudolf Sachse (1802-1891)
- Hans Sauter (1871-1948)
- Ludwig Wilhelm Schaufuss (1833-1890)
- Karl Gotthilf Schenkling (1835-1911)
- Sigmund Schenkling (1865-1946)

## Centro informazioni entomologiche
Contiene:
- 24.000 monografie, antologie
- 48.000 volumi di periodici di circa 2.400 riviste e serie (titoli), tra cui 850 periodici correnti
- 118.000 separati
- 1.500 ulteriori supporti (mappe, film, CD, CD-ROM, DVD, VHS)

Gli archivi sono anche associati qui, che comprendono:
- 120 lasciti di entomologi
- una raccolta di 6000 ritratti tra cui fotografie, incisioni, stampe e ritagli di stampa di entomologi
- una collezione di oggetti legati all'entomologia, come cartoline, figurine o bigiotteria